# Opłakiwanie Chrystusa (obraz Rosso Fiorentina)
Opłakiwanie Chrystusa zdjętego z krzyża – dzieło malarskie autorstwa Rosso Fiorentino namalowane techniką olejną na płótnie i przechowywane obecnie w kościele San Lorenzo w Sansepolcro. Obraz ma wymiary 270×201 cm.

## Historia powstania obrazu
Dzieło zostało zamówione w 1528 r. przez Compagnia dei Battuti (co tłumaczy wybór tematu) dla ich ołtarza w kościele św. Krzyża w Sansepolcro.
W 1554 r. Compagnia dei Battuti przekazała obraz wraz ze wszystkimi swoimi dobrami benedyktynkom, mniszki zaś wzniosły kościół św. Wawrzyńca (San Lorenzo) w Sansepolcro, w którym płótno znajduje się do dziś.

## Opis dzieła i jego styl
Punktem oparcia kompozycji jest bez wątpienia postać Marii trzymającej pozbawione życia ciało Chrystusa, przytrzymywane po prawej stronie przez łysego Nikodema i z lewej przez kędzierzawego młodzieńca o muskularnym wyglądzie.
Marię bolejącą nad śmiercią syna podtrzymuje brodaty mężczyzna w czerwonym turbanie, Józef z Arymatei oraz młoda kobieta w powłóczystej szacie: interpretacja ikonograficzna zaproponowana przez Darragona identyfikuje te dwie postacie z symbolami egzotycznego wschodu (Józef) i chrześcijańskiego zachodu (kobieta).
Bezpośrednio pod postacią Nikodema na pierwszym planie po prawej stronie obrazu znajduje się Maria Magdalena, przedstawiona we wspaniałej szacie i z bardzo starannie ułożoną fryzurą taką, jaką ma niezidentyfikowana pierwszoplanowa postać po lewej stronie obrazu, uwieczniona w momencie obmywania martwego ciała Chrystusa.
Poza postaciami wyżej opisanymi na obrazie widoczne są także inne uwijające się niespokojnie w ciemnościach osoby; jedną z nich jest mężczyzna stojący za główną grupą trzymający w ręku tarczę i charakteryzujący się wręcz małpią twarzą, widoczny bezpośrednio nad głową kobiety w czarnej szacie mającej uosabiać świat chrześcijański i kulturę zachodnią.
Porównując Opłakiwanie... ze Zdjęciem z Krzyża z Volterry  można zauważyć pewien rodzaj zmiany sposobu przedstawienia dramatyzmu uczestnictwa w smutnym zdarzeniu: obraz nie jest de facto typowym obrazem w konwencji przedstawienia Zdjęcia z krzyża, lecz zobrazowaniem cierpienia Marii nad ciałem zmarłego syna. Jasne, jednolite i transparentne niebo z obrazu z Volterry zostało zastąpione niemal całkowicie zaczernionym tłem spowodowanym zaćmieniem słońca. 